# Хенри (окръг, Мисури)
Вижте пояснителната страница за други значения на Хенри.
Окръг Хенри (на английски: Henry County) е окръг в щата Мисури, Съединени американски щати. Площта му е 1898 km², а населението - 21 997 души (2000). Административен център е град Клинтън.